# Hoquei sobre gel als Jocs Olímpics d'estiu de 1920
Als Jocs Olímpics de 1920 celebrats a la ciutat d'Anvers (Bèlgica) es realitzà una competició d'hoquei sobre gel en competició masculina. La competició es desenvolupà entre els dies 23 i 29 d'abril de 1920 al Palau de Gel d'Anvers.
Aquesta fou la primera vegada que aquest esport formava part del programa olímpic, i concretament del programa dels Jocs Olímpics d'Estiu. Amb la celebració l'any 1924 dels primers Jocs Olímpics d'Hivern a la ciutat de Chamonix (França) passaren a formar part del programa olímpic d'aquests Jocs.

## Nacions participants
Participaren 60 jugadors d'hoquei gel de set nacions diferents:
- Bèlgica (7)
- Canadà (8)
- Estats Units (11)
- França (7)
- Suècia (11)
- Suïssa (8)
- Txecoslovàquia (8)

## Resum de medalles
| Prova              | Or | Argent | Bronze |
| Hoquei sobre herba | Canadà Robert Benson · Walter Byron · Frank Fredrickson · Chris Fridfinnson · Magnus Goodman · Haldor Halderson · Konrad Johannesson · Allan Woodman | Estats Units Raymond Bonney · Anthony Conroy · Herbert Drury · Edward Fitzgerald · Gerry Geran · Frank Goheen · Joseph McCormick · Lawrence McCormick · Frank Synott · Leon Tuck · Cyril Weidenborner | Txecoslovàquia Karel Hartmann · Vilém Loos · Jan Palouš · Jan Peka · Karel Pešek · Josef Šroubek · Otakar Vindyš · Karel Wälzer |

## Medaller
| Posició | País           | Or | Argent | Bronze | Total |
| 1       | Canadà         | 1  | 0      | 0      | 1     |
| 2       | Estats Units   | 0  | 1      | 0      | 1     |
| 3       | Txecoslovàquia | 0  | 0      | 1      | 1     |

## Resultats

### Primera fase

#### Quarts de final
En aquesta l'equip de França passà directament a semifinals.
| Suècia | 8–0  | Bèlgica        |
| Suïssa | 0–29 | Estats Units   |
| Canadà | 15–0 | Txecoslovàquia |

#### Semifinals
| Suècia | 4–0 | França       |
| Canadà | 2–0 | Estats Units |

#### Final
| Canadà | 12–1 | Suècia |

### Segona fase
La segona fase, per decidir la medalla de plata de la competició, fou disputada per les seleccions que perderen contra Canadà durant la primera fase. Txecoslovàquia fou exempta de jugar en el primer partit:
| Estats Units | 7–0  | Suècia         |
| Estats Units | 16–0 | Txecoslovàquia |

Els Estats Units després d'aquests dos partits aconseguí la medalla de plata.

### Tercera fase
Disputaren aquesta tercera fase els equips que havien perdut anteriorment contra el Canadà i els Estats Units. Novament Txecoslovàquia fou exempta de jugar el primer partit:
| Suècia | 4–0 | Suïssa         |
| Suècia | 0–1 | Txecoslovàquia |

Txecoslovàquia aconseguí guanyar la medalla de bronze.

## Classificació final
| Pos. | Equip | PJ | G | P | GF | GC |
| ---- | --- | -- | - | - | -- | -- |
| 1    | Canadà | 3  | 3 | 0 | 29 | 1  |
|      | Entrenador: W. A. Hewitt Robert Benson (Winnipeg Falcons) Walter Byron (Winnipeg Falcons) Frank Fredrickson (Winnipeg Falcons) Chris Fridfinnson (Winnipeg Falcons) Magnus Goodman (Winnipeg Falcons) Haldor Halderson (Winnipeg Falcons) Konrad Johannesson (Winnipeg Falcons) Allan Woodman (Winnipeg Falcons)                                                       |    |   |   |    |    |
| 2    | Estats Units | 4  | 3 | 1 | 52 | 2  |
|      | Entrenador: Cornelius Fellows Raymond Bonney (St. Paul A.C.) Anthony Conroy (St. Paul A.C.) Herbert Drury (Pittsburgh AA) Edward Fitzgerald (St. Paul A.C.) Gerry Geran (Boston AA) Frank Goheen (St. Paul A.C.) Joseph McCormick (Pittsburgh AA) Lawrence McCormick (Pittsburgh AA) Frank Synott (Boston AA) Leon Tuck (Boston AA) Cyril Weidenborner (St. Paul A.C.) |    |   |   |    |    |
| 3    | Txecoslovàquia | 3  | 1 | 2 | 1  | 31 |
|      | Entrenador: ? Karel Hartmann Vilém Loos Jan Palouš Jan Peka Karel Pešek Josef Šroubek Otakar Vindyš Karel Wälzer |    |   |   |    |    |
| 4    | Suècia | 6  | 3 | 3 | 17 | 20 |
|      | Entrenador: Raoul Le Mat (USA) Erik Burman (IK Göta) Seth Howander (IFK Uppsala) Albin Jansson (Järva IS) Georg Johansson (IK Göta) Einar Lindqvist (IFK Uppsala) Einar Lundell (IK Göta) Hansjacob Mattsson (England) Nils Molander (Berliner Schlittschuh Club) David Säfwenberg (Berliner Sport Club) Einar Svensson (IK Göta) Wilhelm Arwe (IK Göta)               |    |   |   |    |    |
| 5    | Suïssa | 2  | 0 | 2 | 0  | 33 |
|      | Entrenador: ? Rodolphe Cuendet Louis Dufour Max Holzboer Marius Jaccard Bruno Leuzinger Paul Lob René Savoie Max Sillig |    |   |   |    |    |
| 6    | França | 1  | 0 | 1 | 0  | 4  |
|      | Entrenador: Garon (CAN) Jean Chaland Pierre Charpentier Henri Couttet Georges Dary Alfred de Rauch Jacques Gaittet Léonhard Quaglia |    |   |   |    |    |
| 7    | Bèlgica | 1  | 0 | 1 | 0  | 8  |
|      | Entrenador: ? Maurice Deprez Paul Goeminne Jean-Maurice Goossens Paul Loicq Philippe van Volckxsom Gaston van Volxem François Vergult |    |   |   |    |    |